# Rouvroy-sur-Marne
Rouvroy-sur-Marne é uma comuna francesa na região administrativa de Grande Leste, no departamento de Haute-Marne. Estende-se por uma área de 8,41 km². Em 2010 a comuna tinha 386 habitantes (densidade: 45,9 hab./km²).